# Capidava auriculata
Capidava auriculata là một loài nhện trong họ Salticidae.
Loài này thuộc chi Capidava. Capidava auriculata được Eugène Simon miêu tả năm 1902.